# 세계수와 불가사의 던전
《세계수와 불가사의 던전》은 스파이크 춘소프트가 제작한 2015년 롤플레잉 비디오 게임이다. 아틀러스의 《세계수의 미궁》과 스파이크 춘소프트의 《불가사의 던전》간의 크로스오버 작품으로 닌텐도 3DS 플랫폼으로 개발됐다. 북미 및 유럽 지역에선 《에트리안 미스터리 던전》이라는 제목으로 출시됐다.
전체적으로 《세계수의 미궁》의 캐릭터 생성 및 직업 시스템과 《불가사의 던전》의 톱뷰 시점 던전 탐험 요소를 조합했다. 플레이어가 생성한 파티를 조종해 임의로 생성되는 던전을 돌파해 목표지점에 도달하는 것이 목표이다. 게임 오버시 경험치와 획득한 물품 모두 압수돼고 던전 밖 마을로 이동한다. 플레이어가 마을을 강화해 파티의 능력치를 강화할 수 있고, 일정 시간마다 일반 적들보다 강한 보스가 던전 밖에 출현해 이를 물리치고 마을을 지켜야 한다.
2017년에 후속작 《세계수와 불가사의 던전 2》가 발매됐다.

## 반응
《세계수와 불가사의 던전》은 리뷰 애그리게이터 웹사이트 메타크리틱에서 77/100점을 기록해 "대체적으로 긍정적인 평가"를 받았다.

## 참조

### 내용주
1. ↑  일본어: 世界樹と不思議のダンジョン
2. ↑  영어: Etrian Mystery Dungeon